# آلبرت پرینس
آلبرت پرینس (۱۷ نوامبر 1825 – ۱۸ ژوئیه ۱۸۷۵) وکیل و سیاست مدار اهل انتاریو بود.
او از ۱۸۷۱ تا ۱۸۷۴ به عنوان عضو حزب لیبرال به عنوان عضو اسکس در مجلس قانونگذاری انتاریو حضور داشت.
وی در سال ۱۸۲۵، پسر جان پرینس ، در چلتنهام، گلوسترشایر انگلیس متولد شد و در سال ۱۸۳۳ به همراه خانواده به ساندویچ (بعداً ویندزور) در بالا کانادا آمد. وی در سال ۱۸۷۵ در شهرستان اسکس  اثر آپوپلکسی درگذشت.